# Le Grez
Le Grez és un municipi francès situat al departament del Sarthe i a la regió de País del Loira. L'any 2007 tenia 399 habitants.

## Demografia

### Població
El 2007 la població de fet de Le Grez era de 399 persones. Hi havia 160 famílies de les quals 36 eren unipersonals (12 homes vivint sols i 24 dones vivint soles), 52 parelles sense fills, 64 parelles amb fills i 8 famílies monoparentals amb fills.
La població ha evolucionat segons el següent gràfic:
Habitants censats

### Habitatges
El 2007 hi havia 201 habitatges, 162 eren l'habitatge principal de la família, 11 eren segones residències i 27 estaven desocupats. 194 eren cases i 7 eren apartaments. Dels 162 habitatges principals, 135 estaven ocupats pels seus propietaris, 24 estaven llogats i ocupats pels llogaters i 3 estaven cedits a títol gratuït; 4 tenien una cambra, 7 en tenien dues, 27 en tenien tres, 55 en tenien quatre i 69 en tenien cinc o més. 126 habitatges disposaven pel capbaix d'una plaça de pàrquing. A 71 habitatges hi havia un automòbil i a 77 n'hi havia dos o més.

### Piràmide de població
La piràmide de població per edats i sexe el 2009 era:
| Homes | Edats   | Dones |
| ----- | ------- | ----- |
| 0     | 95 o +  | 0     |
| 0     | 90 a 94 | 0     |
| 4     | 85 a 89 | 12    |
| 4     | 80 a 84 | 4     |
| 8     | 75 a 79 | 4     |
| 4     | 70 a 74 | 4     |
| 12    | 65 a 69 | 12    |
| 12    | 60 a 64 | 8     |
| 8     | 55 a 59 | 16    |
| 0     | 50 a 54 | 8     |
| 20    | 45 a 49 | 12    |
| 20    | 40 a 44 | 16    |
| 24    | 35 a 39 | 16    |
| 0     | 30 a 34 | 16    |
| 16    | 25 a 29 | 12    |
| 8     | 20 a 24 | 8     |
| 12    | 15 a 19 | 20    |
| 20    | 10 a 14 | 12    |
| 4     | 5 a 9   | 16    |
| 4     | 0 a 4   | 4     |

## Economia
El 2007 la població en edat de treballar era de 261 persones, 182 eren actives i 79 eren inactives. De les 182 persones actives 161 estaven ocupades (94 homes i 67 dones) i 21 estaven aturades (7 homes i 14 dones). De les 79 persones inactives 33 estaven jubilades, 24 estaven estudiant i 22 estaven classificades com a «altres inactius».

### Ingressos
El 2009 a Le Grez hi havia 165 unitats fiscals que integraven 410 persones, la mediana anual d'ingressos fiscals per persona era de 17.490,5 €.

### Activitats econòmiques
Dels 7 establiments que hi havia el 2007, 1 era d'una empresa extractiva, 1 d'una empresa de fabricació d'altres productes industrials, 1 d'una empresa de construcció, 1 d'una empresa de transport, 1 d'una empresa d'hostatgeria i restauració, 1 d'una empresa de serveis i 1 d'una empresa classificada com a «altres activitats de serveis».
L'únic servei als particulars que hi havia el 2009 era una lampisteria.
L'any 2000 a Le Grez hi havia 15 explotacions agrícoles que ocupaven un total de 444 hectàrees.

## Poblacions més properes
El següent diagrama mostra les poblacions més properes.